# Lokvičići
Lokvičići ist ein Dorf und Sitz der gleichnamigen Gemeinde im Mittelosten Dalmatiens in Kroatien. Es gehört politisch zur Gespanschaft Split-Dalmatien.

## Lage
Das Dorf besteht aus den Siedlungen Lokvičići, Poboji, Kljenovac, Berinovac und Dolića Draga. Es liegt im Nordwesten der historischen Imotska Krajina. Östlich von Lokvičići liegen mehrere Seen, z. B.: Lokvičićko jezero (auch Mamića jezero) und Galipovac. Erst kürzlich entstand dort auf natürliche Weise ein neuer See. Das Dorf ist Sitz der römisch-katholischen Pfarrgemeinde Krista Kralja (Christkönig), zu der die Kirchen Krist Kralj (Christkönig), Sv. Ivan (Sankt Johannes) und Sv. Ante (Sankt Antonius) gehören. Durch das Dorf verläuft eine alte Römerstraße.

## Geschichte
In vorrömischer Zeit war das Gebiet von Illyrern besiedelt. Unter den Römern gehörte es zur Provinz Dalmatia. Danach gehörte es zum Byzantinischen Reich. Später wurde es dem Fürstentum Kroatien, aus dem dann das Königreich Kroatien unter Tomislav und seinen Nachfolgern wurde. Lokvičići wurde dann mit der ganzen Imotska krajina von den Osmanen erobert. Später wurde es mit dem verbleibenden Rest Dalmatiens der Republik Venedig angegliedert. Zur Zeit Napoleon Bonapartes wurde ganz Dalmatien den französischen Illyrischen Provinzen zugeschlagen.
Mit dem Wiener Kongress 1815 kam ganz Dalmatien als Königreich Dalmatien zu Österreich. Später kam es dann zum österreichischen Teil Österreich-Ungarns. Nach dem Ersten Weltkrieg wurde der größte Teil Dalmatiens Teil des neugegründeten Königreichs der Serben, Kroaten und Slowenen. Im Zweiten Weltkrieg stand es zwischen 1941 und 1945 unter Kontrolle des faschistischen Kroatiens. Danach kam es mit ganz Kroatien zum sozialistischen Jugoslawien. Seit 1991 ist Lokvičići Teil der unabhängigen Republik Kroatien.

## Gemeindegliederung
Die Gemeinde Lokvičići wird in fünf Ortsteile unterteilt. Diese unterteilen sich wiederum in weitere kleinere Dörfer. Die Vorfahren der Einwohner sind teilweise aus der heutigen Herzegowina oder der Küstengegend um 1700 bis 1760 in die heutige Imotska Krajina eingewandert. Jedes Dorf wurde nach dem entsprechenden Nachnamen benannt. So gibt es das Dorf Zovko, Pezo oder Smoljko. Die Nachnamen werden nach dem früheren Beruf oder "Sohn von" weitergegeben.
- Berinovac: Bajic, Lasic, Medvidović, Papučić, Piplica, Zovko.
- Kljenovac: Gadžo, Pezo, Bekavac, Budimlic, Gadžo, Juric, Kavelj, Kusačić, Pezo, Smoljko, Kilic, Mikulic, Strinić.
- Lokvičići: Batinić, Blazevic, Juric, Kačunić, Kavelj, Mamić, Milović.
- Dolića Draga Donja: Bekavac, Juric, Juric-Kačunić, Juricic, Malek, Pezo, Sicenica, Štrljić, Vidulin, Knezović.
- Dolića Drage Gornja: Mustapić, Jogun, Dragun, Sabljić.

## Persönlichkeiten
- Ilija Zovko (1941–2009), Schauspieler
- Josip Zovko (1970–2019), Schauspieler
- Milan Zovko, Journalist und Anwalt
- Hrvoje Zovko, Dichter
- Lujo Medvidović, Schriftsteller und Rechtsanwalt
- Ivan Strinić (* 1987), Fußballspieler
- Mate Kavelj, Dichter
- Ivan Pezo, Wissenschaftler
- Stipan Medvidović, Dichter
- Edward Pazo, Nationalpräsident der Kroatischen Brüderlichen Union in Amerika